# Cassville (Missouri)
Cassville és una població dels Estats Units a l'estat de Missouri. Segons el cens del 2000 tenia 2.890 habitants.

## Demografia
Segons el cens del 2000, Cassville tenia 2.890 habitants, 1.194 habitatges, i 770 famílies. La densitat de població era de 404,3 habitants per km².
Dels 1.194 habitatges en un 30,2% hi vivien nens de menys de 18 anys, en un 50,1% hi vivien parelles casades, en un 10,9% dones solteres, i en un 35,5% no eren unitats familiars. En el 31,7% dels habitatges hi vivien persones soles el 15,7% de les quals corresponia a persones de 65 anys o més que vivien soles. El nombre mitjà de persones vivint en cada habitatge era de 2,35 i el nombre mitjà de persones que vivien en cada família era de 2,95.
Per edats la població es repartia de la següent manera: un 25,5% tenia menys de 18 anys, un 8,2% entre 18 i 24, un 26,4% entre 25 i 44, un 21,7% de 45 a 60 i un 18,2% 65 anys o més.
L'edat mediana era de 38 anys. Per cada 100 dones de 18 o més anys hi havia 85,8 homes.
La renda mediana per habitatge era de 27.351 $ i la renda mediana per família de 34.074 $. Els homes tenien una renda mediana de 22.952 $ mentre que les dones 19.120 $. La renda per capita de la població era de 16.660 $. Entorn del 12,3% de les famílies i el 15,4% de la població estaven per davall del llindar de pobresa.

## Poblacions més properes
El següent diagrama mostra les poblacions més properes.